# Richland Center
Richland Center é uma cidade localizada no estado norte-americano de Wisconsin, no Condado de Richland.

## Demografia
Segundo o censo norte-americano de 2000, a sua população era de 5114 habitantes.
Em 2006, foi estimada uma população de 5147, um aumento de 33 (0.6%).

## Geografia
De acordo com o United States Census Bureau tem uma área de
11,6 km², dos quais 11,4 km² cobertos por terra e 0,2 km² cobertos por água. Richland Center localiza-se a aproximadamente 222 m acima do nível do mar.

## Localidades na vizinhança
O diagrama seguinte representa as localidades num raio de 24 km ao redor de Richland Center.